# Nimboa adelae
Nimboa adelae is een insect uit de familie van de dwerggaasvliegen (Coniopterygidae), die tot de orde netvleugeligen (Neuroptera) behoort. 
De wetenschappelijke naam Nimboa adelae is voor het eerst geldig gepubliceerd door Monserrat in 1985.